# Afshan Azad

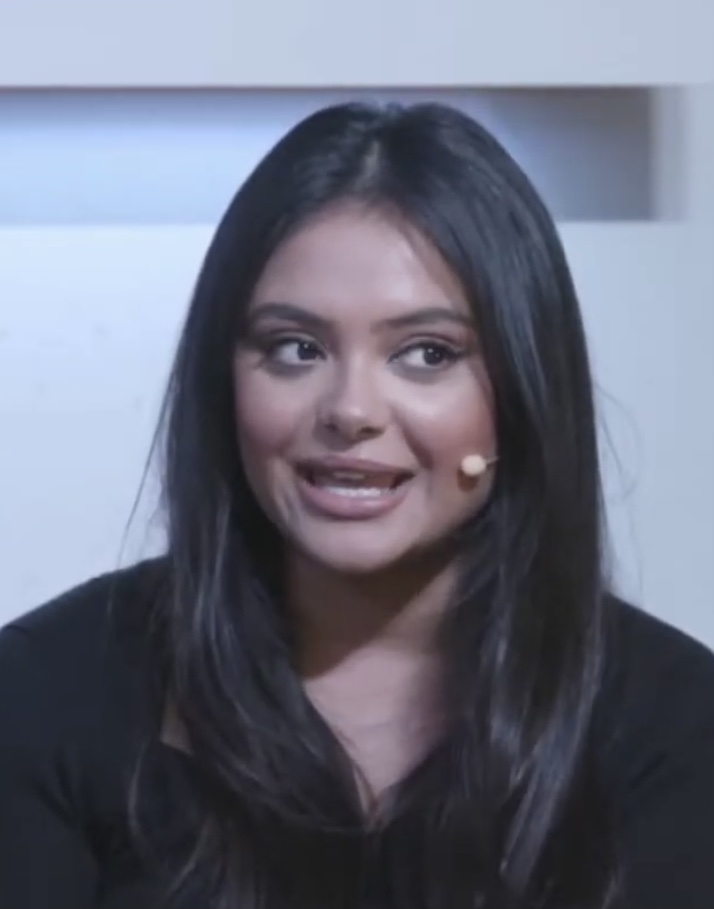
Afshan Azad, 2020

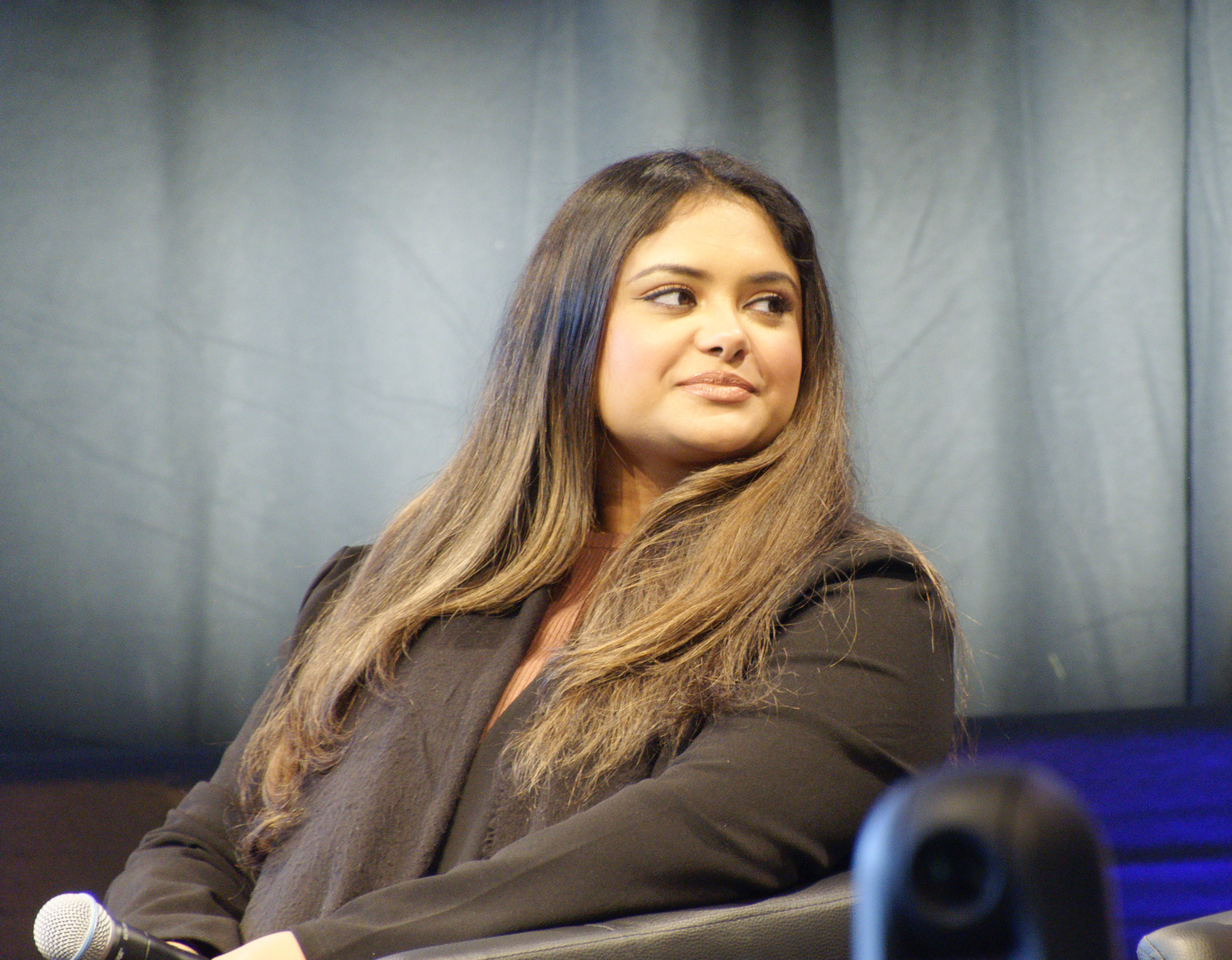
Afshan Azad auf der Comic Con Germany 2022 in Stuttgart

Afshan Noor Azad (* 12. Februar 1988 in Manchester, Lancashire) ist eine britische Schauspielerin.

## Karriere
Azad wurde bekannt für ihre Darstellungen der Schülerin Padma Patil in den Harry-Potter-Filmen vier bis acht. Azad bekam die Rolle, als Mitarbeiter von Casting-Agenturen ihre Schule besuchten. Nachdem sie einige Vorsprechen besucht hatte, wurde sie für die Rolle ausgewählt. Nach dem Ende der Harry-Potter-Filmreihe 2011 ist sie bislang nicht weiter als Schauspielerin vor die Kamera getreten (Stand: November 2021). Sie arbeitet nach eigenen Angaben als Moderatorin, Model und Social-Media-Influencerin.
Azad war eine AS-level-Studentin und studierte Chemie, Biologie, Englisch und Business Studies am Xaverian College in Rusholme. Von 2007 bis 2010 studierte sie Journalismus und Design an der University of Salford.

## Persönliches Leben
Azad kommt aus Longsight in Manchester.  Sie ist bengalischer Abstammung. Azad und ihre Filmpartnerin Shefali Chowdhury wurden nach der Produktion des Filmes Harry Potter und der Feuerkelch gute Freunde. Azad befreundete sich außerdem mit den Filmpartnerinnen Bonnie Wright und Katie Leung, die die Rollen von Ginny Weasley, beziehungsweise Cho Chang, spielten.
2018 heiratete sie Nabil Kazi, mit dem sie 2021 ihr erstes Kind bekam.

## Opfer von Körperverletzung durch ihre Familie
Am 29. Juni 2010 mussten sich Azads Vater und ihr Bruder vor dem Manchester Magistrates’ Court verantworten. Dort wurden sie angeklagt, ihr gedroht zu haben, sie zu töten. Afshans Vater und ihr Bruder griffen sie aufgrund ihrer Beziehung zu einem nicht-muslimischen Mann an (er war Hindu). Beide wurden auf Kaution freigelassen. Dem Bruder der Schauspielerin wurden außerdem „Tätlichkeiten, die tatsächlichen körperlichen Schaden verursachen“ zur Last gelegt. Der Bruder wurde schließlich zu sechs Monaten Gefängnis wegen Körperverletzung verurteilt, wobei Afshan Azad für eine Bewährungsstrafe plädiert hatte.

## Filmografie
- 2005: Harry Potter und der Feuerkelch (Harry Potter and the Goblet of Fire)
- 2007: Harry Potter und der Orden des Phönix (Harry Potter and the Order of the Phoenix)
- 2009: Harry Potter und der Halbblutprinz (Harry Potter and the Half-Blood Prince)
- 2010: Harry Potter und die Heiligtümer des Todes: Teil 1 (Harry Potter and the Deathly Hallows: Part 1)
- 2011: Harry Potter und die Heiligtümer des Todes: Teil 2 (Harry Potter and the Deathly Hallows: Part 2)